# Montblanc, Hérault
Montblanc är en kommun i departementet Hérault i regionen Occitanien i södra Frankrike. Kommunen ligger i kantonen Servian som tillhör arrondissementet Béziers. År 2022 hade Montblanc 2 896 invånare.

## Befolkningsutveckling
Antalet invånare i kommunen Montblanc
Referens:INSEE